# ГЕС Ітупараранга
ГЕС Ітупараранга (порт. Represa de Itupararanga) — гідроелектростанція на сході Бразилії у штаті Сан-Паулу, розташована на південний захід від його столиці. Використовує у своїй роботі ресурс зі сточища Ріо-Сорокаба (ліва притока Тіете, яка, своєю чергою, є лівою притокою Парани), який надходить від двох її витоків Sorocamirim та Sorocabuçu, а також із річки Уна.
На початку XX століття звернули увагу на потенціал виробництва електроенергії у верхів'ї Ріо-Сорокаби, де вона на короткому проміжку утворювала в ущелині два водоспади висотою 56 та 18 метрів. У 1911 році тут почали зведення бетонної греблі висотою 35 м та довжиною 415 м, яка перекрила ущелину та утворила водосховище, витягнуте на 26 км по долині річки. Воно має площу поверхні 33 км2 та об'єм до 355 млн м3 (також зустрічаються оцінки у 302 та 288 млн м3), при цьому мінімальний операційний рівень відповідає рівню поверхні 813,5 метра НРМ, а водоскиди розташовані на позначці 827 метрів НРМ.
Від сховища ресурс в обсязі 9 м3/с подається по правобережжю річки через канал довжиною 2280 метрів, що закінчується у невеличкій (довжина біля сотні метрів) проміжній водоймі з можливим коливанням рівня поверхні між позначками 797 та 806,4 метра НРМ (таким чином, на ділянці каналу втрачається від 7 до 30 метрів з наявного перепаду висот). Звідси третина води скидається в долину Ріо-Сорокаби через штучний водоспад, а 6 м3/с спрямовується до машинного залу через тунель довжиною 575 метрів, котрий переходить у напірний водовід довжиною 685 метрів.
Розташований на правому березі Ріо-Сорокаби машинний зал ввели в експлуатацію у 1914 році з трьома турбінами типу Френсіс потужністю по 10 МВт, а в 1954 році їх доповнили четвертою, що довело загальну потужність станції до 55 МВт. Зазначене обладнання працює з напором до 206 метрів (при максимальному рівні у проміжному сховищі) та забезпечує виробництво близько 150 млн кВт·год електроенергії на рік.
Видача продукції відбувається по ЛЕП, розрахованій на роботу під напругою 88 кВ.
Первісно споруджена енергетичною компанією Light (відома своїми станціями на Параїбі-ду-Сул, як то Нілу-Песанья, Ilha dos Pombos та інші), ГЕС Ітупараранга з 1974 року була викуплена металургійною Companhia Brasileira de Alumínio (CBA), котра потребує великої кількості електроенергії для своїх виробництв.
Також можна відзначити, що водосховище комплексу забезпечує водопостачання більш ніж півмільйона мешканців навколишніх населених пунктів.